# Perithemis electra
Perithemis electra är en trollsländeart som beskrevs av Friedrich Ris 1930. Perithemis electra ingår i släktet Perithemis och familjen segeltrollsländor. IUCN kategoriserar arten globalt som livskraftig. Inga underarter finns listade i Catalogue of Life.